# 窪之庄城
窪之庄城（くぼのしょうじょう）は、奈良県奈良市にあった中世の日本の城（平城）。

## 概要
大和国添上郡窪荘（窪庄、現在の奈良市窪之庄町）に所在した。平地にある居館を背後の丘陵へと拡張し、環濠集落を外郭とする。
東大寺の荘官だった興福寺衆徒・窪城氏が居城とした。窪之庄城は東西2つの方形郭からなり、東郭を窪城氏の本家が、西郭を窪城西家が使用したとみられる。応仁の乱以後の窪城氏は古市氏と結ぶ本家と筒井氏と結ぶ西家に分かれ、永正3年（1506年）、筒井氏に攻められ「窪庄本城」が落城した。
添下郡鷹山荘（奈良県生駒市）の衆徒・鷹山氏の系図によると、この後、鷹山頼慶の弟・頼円が窪之庄城主となり、その跡を継いだ子の藤宗以降、窪庄氏を名乗ったという。
永禄11年（1568年）10月、筒井順慶方となっていた窪之庄城は松永久秀に攻められ落城するが、後に再び筒井方の城となり、元亀2年（1571年）5月に松永勢を撃退している。天正4年（1576年）5月には大坂本願寺攻めにて松永久通や大和国人らが討死したとの噂が一時流れたが、その中に「窪庄」の名もある。城主を務めた窪庄宗重（藤宗の子）はこの後大坂の陣で豊臣方として戦い、慶長20年（1615年）5月に戦死した。